# Edgar của Scotland
Edgar hay Étgar mac Maíl Choluim (tiếng Gaelic hiện đại: Eagar mac Mhaoil Chaluim), biệt danh Probus, còn gọi là "Dũng sĩ" (khoảng 1074 – 8 tháng 1 năm 1107), là Vua của Scotland từ năm 1097 đến năm 1107. Ông là con trai thứ tư của vua Malcolm III và Margaret xứ Wessex, nhưng lại là người đầu tiên được coi là đủ điều kiện để lên ngôi sau khi cha mình băng hà.

## Lên ngôi
Edgar tuyên bố vương quyền ngai vàng vào đầu năm 1095, sau vụ ám sát người anh cùng cha khác mẹ của mình là Duncan II vào cuối năm 1094 bởi Máel Petair xứ Mearns, một người ủng hộ Donald III, chú của Edgar. Anh trai ông, Edmund đứng về phía Donald, có lẽ để đổi lấy sự tán thưởng và thừa nhận là người thừa kế của người vua chú già và ít con trai.
Edgar nhận được sự hỗ trợ hết sức hạn chế từ William II của Anh cũng như Duncan, tuy nhiên nhà vua Anh đã bị chiếm đóng bởi một cuộc nổi dậy do Robert de Mowbray, Bá tước của Northumbria, người dường như có sự ủng hộ của Donald và Edmund. Vua William đã vận động ở miền bắc nước Anh trong phần lớn năm 1095, và trong thời gian này Edgar chỉ giành được quyền kiểm soát Lothian. Một hiến chương được ban hành tại Durham vào thời điểm này ghi tên ông rằng "... con trai của Máel Coluim Vua người Scotland... sở hữu toàn bộ vùng đất Lothian và vương quyền của người Scotland nhờ món quà của lãnh chúa William, vua người Anh, và bởi di sản thuộc về cha mình."
Tuyên bố của Edgar có sự ủng hộ của anh em Alexander và David và Ethelred là Trụ trì của tu viện Dunkeld, và Edmund bị chia rẽ khỏi các anh chị em của mình bởi sự ủng hộ của Donald - chú của họ là Edgar khi những người này tới dự xác nhận chứng kiến hiến chương tại Durham.
William Rufus đã dành nguyên cả năm 1096 ở Normandy mà ông mua lại từ anh trai Robert Curthose, và phải đến năm 1097, Edgar mới nhận được sự hỗ trợ, dẫn đến thất bại của Donald và Edmund trong một chiến dịch cam go do Edgar Ætheling lãnh đạo.
Mặc dù Geoffrey Gaimar cho rằng Edgar nợ William Rufus để phục vụ thời phong kiến, nhưng rõ ràng điều William đã đồng ý trả cho Edgar 40 hoặc 60 shilling mỗi ngày khi có mặt tại tòa án Anh, là không đúng sự thật. Trong bất kỳ trường hợp nào, ông đã tham dự phiên tòa một vài lần. Ví dụ, vào ngày 29 tháng 5 năm 1099, Edgar phục vụ như một người mang kiếm trong bữa tiệc lớn để khánh thành Cung điện Westminster. Tuy nhiên, sau cái chết của William, Edgar không còn xuất hiện tại tòa án Anh. Ông cũng không có mặt cả trong lễ đăng quang của Henry I.
Việc thừa kế vương miện Scotland không phải là điều dễ dàng vì Duncan II có một người con trai và người thừa kế hợp pháp là William fitz Duncan. Tuy nhiên, khi Donald và Edmund bị loại bỏ khỏi quyền thừa kế, Edgar là vị vua không bị kiểm soát bởi người Scotland, và triều đại của ông không xảy ra khủng hoảng lớn. So với việc lên nắm quyền, khoảng thời gian trị vì của Edgar khá mờ nhạt. Riêng chỉ có một hành động đáng chú ý là việc ông tặng một con lạc đà (hoặc có thể là một con voi), có lẽ là 'kỷ vật' của cuộc Thập tự chinh lần thứ nhất, cho đồng nghiệp của ông là Gael Muircheartach Ua Briain, Vua Ireland tối cao.
Năm 1098, Edgar ký một hiệp ước với Magnus Barefoot, Vua của Na Uy, nhằm thiết lập ranh giới giữa các tuyên bố chủ quyền của người Scotland và Na Uy ở phía tây. Bằng cách nhượng lại các tuyên bố với Hebrides và Kintyre cho Magnus, Edgar thừa nhận thực tế thực tế của tình hình hiện tại. Cơ sở tôn giáo của Edgar bao gồm một tu viện tại Coldingham vào năm 1098, liên kết với Tu viện Durham. Tại Tu viện Dunfermline, ông tìm kiếm sự hỗ trợ từ Anselm xứ Canterbury với nền tảng của mẹ ông mà từ đó các tu sĩ của Canterbury có thể đã bị Domnall bán trục xuất.
Edgar qua đời tại Edinburgh vào ngày 8 tháng 1 năm 1107 và được chôn cất tại Tu viện Dunfermline. Chưa lập gia đình và cũng không có con, ông thừa nhận em trai Alexander là người kế vị của mình. Di chúc của Edgar cũng ban cho David một quyền quản lý ở "Cumbria" (vùng đất của Vương quốc Strathclyde trước đây), và có lẽ cả ở các vùng phía nam của Lothian.

## Câu chuyện mâu thuẫn xung quanh sự qua đời
Có một câu chuyện mâu thuẫn về cái chết của ông, được ghi lại bởi Orderic Vitalis (thế kỷ 12). Theo lời kể này, Edgar đã bị giết bởi chú của mình là Donald III, trong khi Donald III bị giết bởi Alexander I. Ông cũng tường thuật: "Sau cái chết của Malcolm [III], vua của người Scotland, sự chia rẽ lớn đã dấy lên trong số họ, liên quan đến việc kế vị vương miện. Edgar, con trai cả của nhà vua, coi đó là quyền hợp pháp của mình, nhưng Donald, em trai của Vua Malcolm, sau khi chiếm đoạt quyền lực, đã chống lại ông ta với sự tàn nhẫn rất lớn, và cuối cùng người thanh niên dũng cảm [Edgar] đã bị sát hại bởi chú của mình, tuy nhiên, em trai của ông, David [I] đã hạ gục Donald và lên ngôi; do đó trở thành kẻ báo thù cũng như người kế vị của anh trai mình..."
Benjamin Hudson bác bỏ câu chuyện là "hoàn toàn sai sự thật". Nhưng sự tồn tại của nó đã chỉ ra sự lưu hành của những câu chuyện "không đúng" về các vị vua cuối thế kỷ 11. Những câu trong Lời tiên tri của Berchán ám chỉ đến việc giết hại một vị vua Scotland khác: "Than ôi, một vị vua sẽ nắm  chủ quyền trong bốn đêm và một tháng; tôi nghĩ thật đau buồn khi những con Gael sẽ khoe khoang, khốn nạn cho người tôn vinh ông ta.... Một đứa con trai của người phụ nữ Anh... Tôi nghĩ thật khốn nạn, anh trai nó sẽ giết nó. " Người phụ nữ Anh ở đây ám chỉ rõ ràng là Thánh Margaret, vương hậu người Anglo-Saxon của vua Malcolm III. Nhưng không một đứa con nào của bà, dù là nam hay nữ, được biết là đã bị giết bởi một trong những anh chị em ruột của chúng. Sự nhầm lẫn có lẽ bắt nguồn từ vụ giết người anh em cùng cha khác mẹ của họ là Duncan II của Scotland, con trai của Malcolm III và người vợ đầu tiên Ingibiorg Finnsdottir. Một ghi chú trong Biên niên sử của Ulster cho rằng Duncan II đã bị anh em Donmall [Donald] và Edmund sát hại. Vì Duncan không có anh em nào theo những cái tên này, nên văn bản có thể chỉ chú của ông là Donald III và người anh cùng cha khác mẹ Edmund của Scotland, mặc dù các văn bản sau đó xác định một quý tộc tên là Máel Petair xứ Mearns là kẻ sát nhân thực sự.

## Tải liệu
- Barrow, G. W. S., The Kingdom of the Scots. Edinburgh University Press, Edinburgh, 2003. ISBN 0-7486-1803-1
- Duncan, A. A. M., The Kingship of the Scots 842–1292: Succession and Independence. Edinburgh University Press, Edinburgh, 2002. ISBN 0-7486-1626-8
- Hudson, Benjamin T., The Prophecy of Berchán: Irish and Scottish Highkings in the early Middle Ages. Greenwood Publishing Group, 1996. ISBN 0-313-29567-0
- Oram, Richard, David I: The King Who Made Scotland. Tempus, Stroud, 2004. ISBN 0-7524-2825-X
- Orderic Vitalis, The ecclesiastical history of England and Normandy. 1853 translation by Thomas Forester, Francois Guizot, and Leopold Victor Delisle. Volume 3, page 14.